# Walter S. G. Kohn

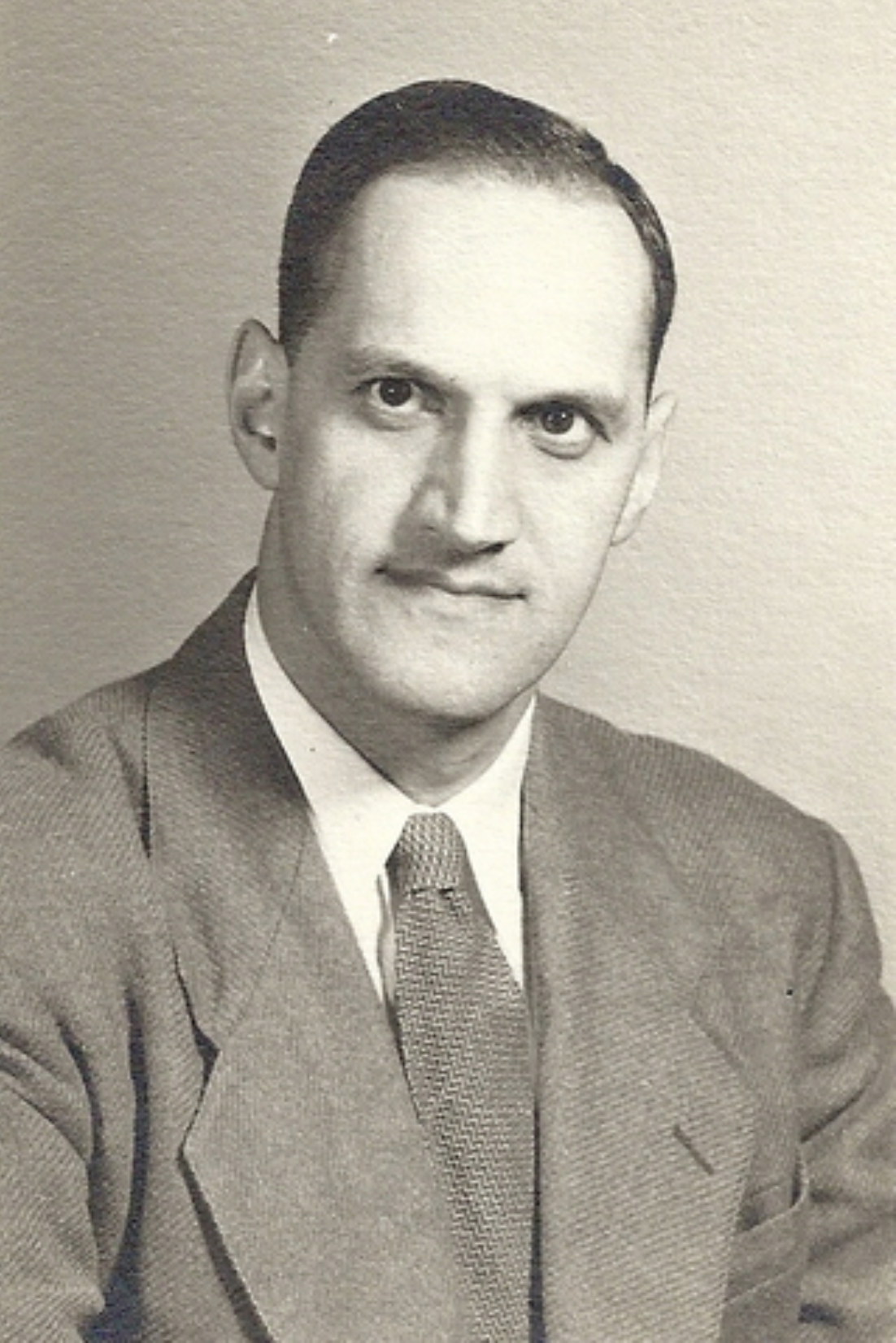
Walter Samuel Gerst-Kohn, ca. 1950

Walter Samuel Gerst (geboren am 16. Mai 1923 in Lichtenfels, Oberfranken, Deutschland; gestorben am 27. November 1998 in Urbana, Champaign County, Illinois, Vereinigte Staaten), auch Walter Samuel Gerst-Kohn (meist ohne Bindestrich) bzw. Walter S. G. Kohn, war ein deutsch-amerikanischer Politikwissenschaftler, Hochschullehrer und Autor, der insbesondere zu europäischer und deutscher Politik forschte, lehrte und publizierte, darunter auch zur Rolle von Frauen in der europäischen Legislative.

## Familie
Er war der Sohn des Hopfenhändlers Hans Gerst (geboren am 31. Dezember 1886 in Bamberg, Oberfranken; gestorben am 24. März 1953 in New York City) und dessen erster Ehefrau Lilly Kohn (geboren am 12. März 1892 in Lichtenfels, Oberfranken; gestorben am 1. September 1985 in Paramus, Bergen County, New Jersey).
Aus der zweiten Ehe seines Vaters mit Irma Silbermann (geboren am 23. Dezember 1896 in Bamberg, Oberfranken; gestorben am 26. November 1960) hatte Walter Samuel eine jüngere Halbschwester, Thea Maria Gerst (geboren am 16. Oktober 1930 in Bamberg, Oberfranken; gestorben am 23. August 1974 in East Farmingdale, Suffolk County, New York).
Walter S. G. Kohn heiratete am 19. Juni 1955 die russischstämmige Lehrerin, Journalistin und Dramatikerin Rita Tevelowitz (geboren am 10. Oktober 1933 in South Fallsburg, New York). Aus der Ehe gingen die Tochter Sharon Ruth Kohn und die beiden Söhne Martin Steven Kohn und Thomas David Kohn hervor. Seine Ehefrau hatte von 1969 bis 1973 und 1987/88 ebenfalls an der Illinois State University gelehrt.

## Familienname und Schreibweise
Noch vor seiner im Frühjahr 1947 erfolgten Emigration in die Vereinigten Staaten fügte Walter Samuel seinem Familiennamen Gerst den Mädchennamen seiner Mutter, Kohn, mit Bindestrich hinzu. In den USA nutzte er den Familiennamen Gerst später jedoch nur noch als Initial wie einen dritten Vornamen, so dass die Schreibweise Walter S. G. Kohn für ihn gebräuchlich wurde. Unter dieser Schreibweise seines Namens hat er gelehrt und publiziert. Die Bevorzugung des Mädchennamens seiner Mutter dürfte auf den Umstand zurückzuführen sein, dass sich sein Vater schon während Walter Samuels Kleinkindalter von seiner Ehefrau Lilly getrennt hatte und eine zweite Ehe eingegangen war. Walter Samuel Gersts Bindung an seine Mutter Lilly war daher zumindest aus diesem Grund ausgeprägter.

## Schule, Emigration und Studium
Nach dem Besuch der Volksschule in Lichtenfels wurde Walter Samuel Gerst 1936 während der Zeit des Nationalsozialismus als Dreizehnjähriger von der Realschule Lichtenfels (heute: Meranier-Gymnasium) verwiesen, weil er jüdischer Abstammung war. Sein Großvater Samuel Kohn (1851–1922) hatte zu den fünf Gründerpersönlichkeiten und Finanziers dieser Schule, einer privaten Stiftung, gezählt. Walter musste in der Folge aufgrund nationalsozialistischer Diskriminierung und Ausgrenzung nach dem 17. August 1938 unter dem Namen Walter Israel Gerst (siehe NS-Namensänderungsverordnung) nach England flüchten; seine deutsche Staatsbürgerschaft wurde annulliert, d. h. er wurde expatriiert. Den für England und die USA erteilten Sichtvermerk in seinem deutschen Reisepass hatte ihm (und seiner Mutter) der Verwaltungsbeamte Wilhelm Aumer 1938 im Bezirksamt Lichtenfels eingetragen, obwohl gemäß geltenden NS-Verordnungen der Sichtvermerk nur für ein einziges Land erteilt werden durfte. In Gerst-Kohns Familie geriet Aumers Unterstützung ihrer Emigrationsbemühungen auch nach einem halben Jahrhundert nicht in Vergessenheit.
Im Frühjahr 1947 schloss Walter S. Gerst-Kohn sein Studium der Politikwissenschaft an der University of London mit dem akademischen Grad eines Bachelor of Science (B.Sc.) ab und emigrierte im März 1947 in die Vereinigten Staaten. 1949 erwarb er an der New School for Social Research (NSSR) in New York City den akademischen Grad eines Master of Science (M.Sc.) und promovierte 1953 ebenda. Am 14. August 1952 wurde er in New York City als US-Staatsangehöriger eingebürgert.

## Werdegang
Er lehrte danach zunächst am Lawrence College in Appleton im US-Bundesstaat Wisconsin, später am College for Teachers der State University of New York in Buffalo, im US-Bundesstaat New York.
Über drei Jahrzehnte lehrte er dann als Professor am Department of Political Science der Illinois State University (ISU) in Normal im US-Bundesstaat Illinois, deren Senat er ebenso angehörte wie dem Arts and Sciences College Council. Er engagierte sich über viele Jahre für den Bibliotheksverbund Corn Belt Library System, den er gründete und zeitweise auch leitete. Als Präsident saß er der von deutsch-jüdischen Emigranten gegründeten Loge Abraham Lincoln Lodge of BÂ’nai BÂ’rith vor.
1986 wurde Walter Kohn emeritiert. Im Jahr 1995 wurden in Deutschland seine 1988 verfassten Erinnerungen und Gedanken zum 50. Jahrestag der Pogrome anlässlich der so genannten „Reichskristallnacht“, wie er sie als Fünfzehnjähriger im oberfränkischen Lichtenfels miterleben musste, veröffentlicht.
Zuletzt lebte er in Indianapolis im US-Bundesstaat Indiana. Er starb 75-jährig am 27. November 1998 und wurde auf dem Indianapolis Hebrew Congregation Cemetery North in Westfield, Hamilton County, Indiana, beigesetzt. Sein Grabstein trägt die Inschrift Repairing the World (= Die Welt reparieren).

## Walter S. G. Kohn Award
Die Illinois State University vergibt jährlich den Walter S. G. Kohn Award an Studierende europäischer Politik.

## Stolpersteine
Für den 1938 noch minderjährigen Walter Samuel Gerst und seine Mutter Lilly Gerst, geb. Kohn, wurden vor deren ehemaligem Wohnhaus in Lichtenfels am 24. August 2023 Stolpersteine verlegt, die auf deren 1938 erfolgte Flucht aus dem NS-Staat verweisen. Aus diesem Anlass waren Nachkommen aus den Vereinigten Staaten und dem Vereinigten Königreich zugegen.

## Recherchehinweis
Walter Samuel Gerst-Kohns Name und biographische Daten werden sowohl online als auch in der gedruckten Sekundärliteratur häufig mit dem im selben Jahr in Wien geborenen Physiker und Chemie-Nobelpreisträger Walter Kohn verwechselt bzw. vermischt.

## Veröffentlichungen (Auszug)
- The sovereignty of Liechtenstein. In: American journal of international law. Vol. 61 (1967), hrsg. v. American Society of International Law, Washington D. C., p. 547–558, als Sonderdruck OCLC 891731525
- Governments and Politics of the German-speaking Countries. Nelson-Hall, Chicago 1980, ISBN 0-88229-262-5.
- Women in National Legislatures – A Comparative Study of Six Countries. Praeger, New York City, ISBN 0-03-047591-0.
- Samuel Kohn – Ein Lebensbild. In: Vom Main zum Jura – Heimatgeschichtliche Zeitschrift für den Landkreis Lichtenfels. Heft 5, hrsg. v. Josef Urban, Verlagsdruckerei Schmidt, Neustadt/Aisch 1988, S. 79–88 OCLC 83733423
- 50 Jahre nach der Deportierung der letzten Lichtenfelser Juden – Gedanken zum 9. November 1988. In: Lichtenfelser Hefte zur Heimatgeschichte. 5, hrsg. v. d. Stadt Lichtenfels, Selbstverlag, Lichtenfels 1995  OCLC 163433523
- The Life of Samuel Kohn, ca. 1995 OCLC 78465191